# Podruhlí
Podruhlí je vesnice, část města Bělčice v okrese Strakonice v Jihočeském kraji. Leží 2,5 kilometru východně od vlastních Bělčic.

## Název
Dříve se vesnice jmenovala Podruhli, nebo také Podruchlí.

## Historie
První písemná zmínka o vesnici pochází z roku 1227.

## Obyvatelstvo
| Rok            | 1869 | 1880 | 1890 | 1900 | 1910 | 1921 | 1930 | 1950 | 1961 | 1970 | 1980 | 1991 | 2001 | 2011 | 2021 |
| -------------- | ---- | ---- | ---- | ---- | ---- | ---- | ---- | ---- | ---- | ---- | ---- | ---- | ---- | ---- | ---- |
| Počet obyvatel | 212  | 210  | 176  | 171  | 163  | 154  | 159  | 112  | 88   | 93   | 66   | 54   | 44   | 31   | 39   |
| Počet domů     | 27   | 29   | 31   | 29   | 30   | 29   | 29   | 29   | 25   | 26   | 21   | 27   | 28   | 29   | 30   |

## Obecní správa
Při sčítání lidu v letech 1850–1920 Podruhlí bylo osadou obce Hostišovice v okrese Blatná.  V letech 1921–1960 bylo samostatnou obcí v okrese Blatná. V letech 1961–1976 bylo znovu částí obce Hostišovice v okrese Strakonice. Od 1. dubna 1976 je částí města Bělčice v okrese Strakonice.

## Další fotografie

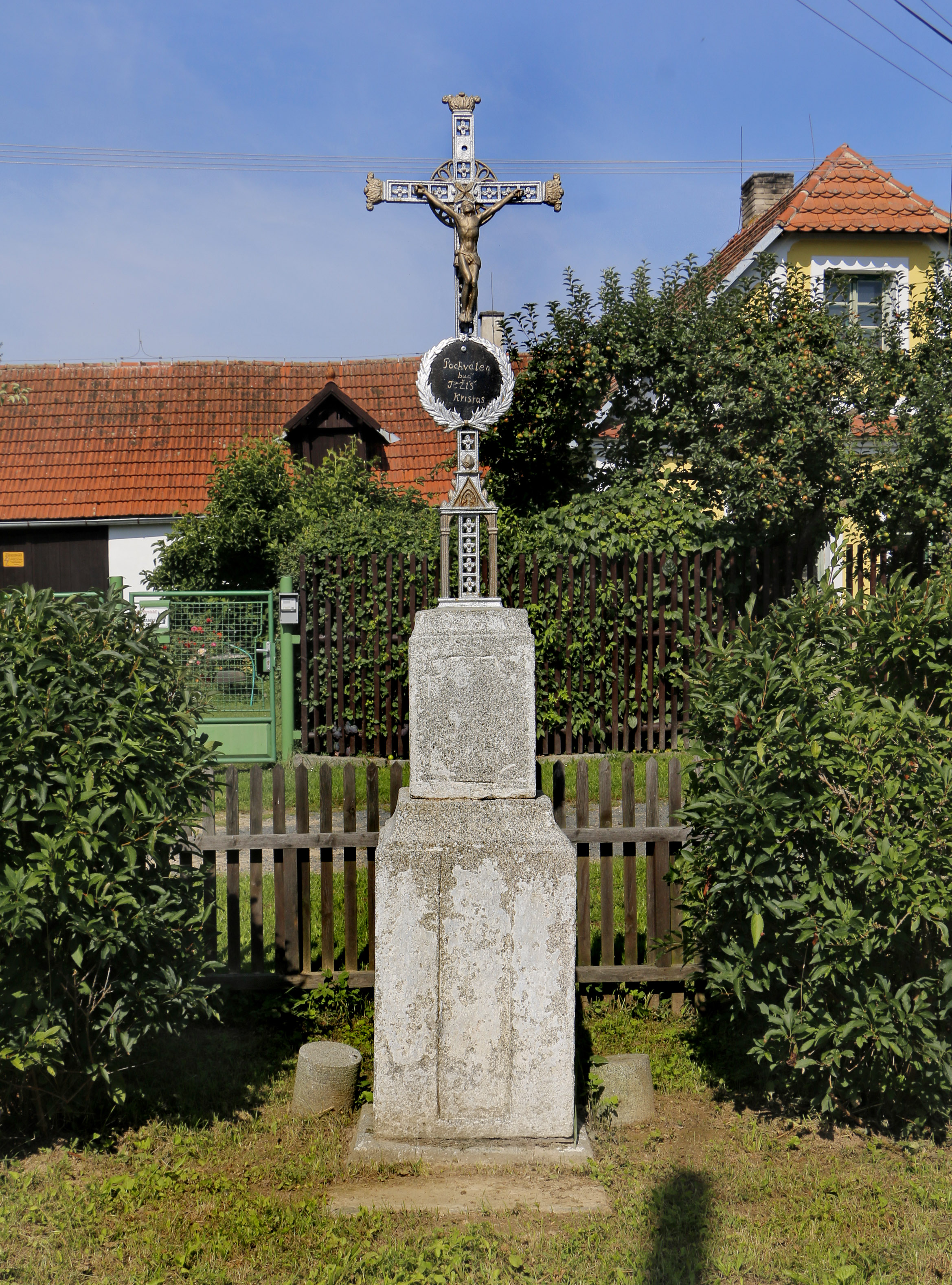
Křížek na návsi
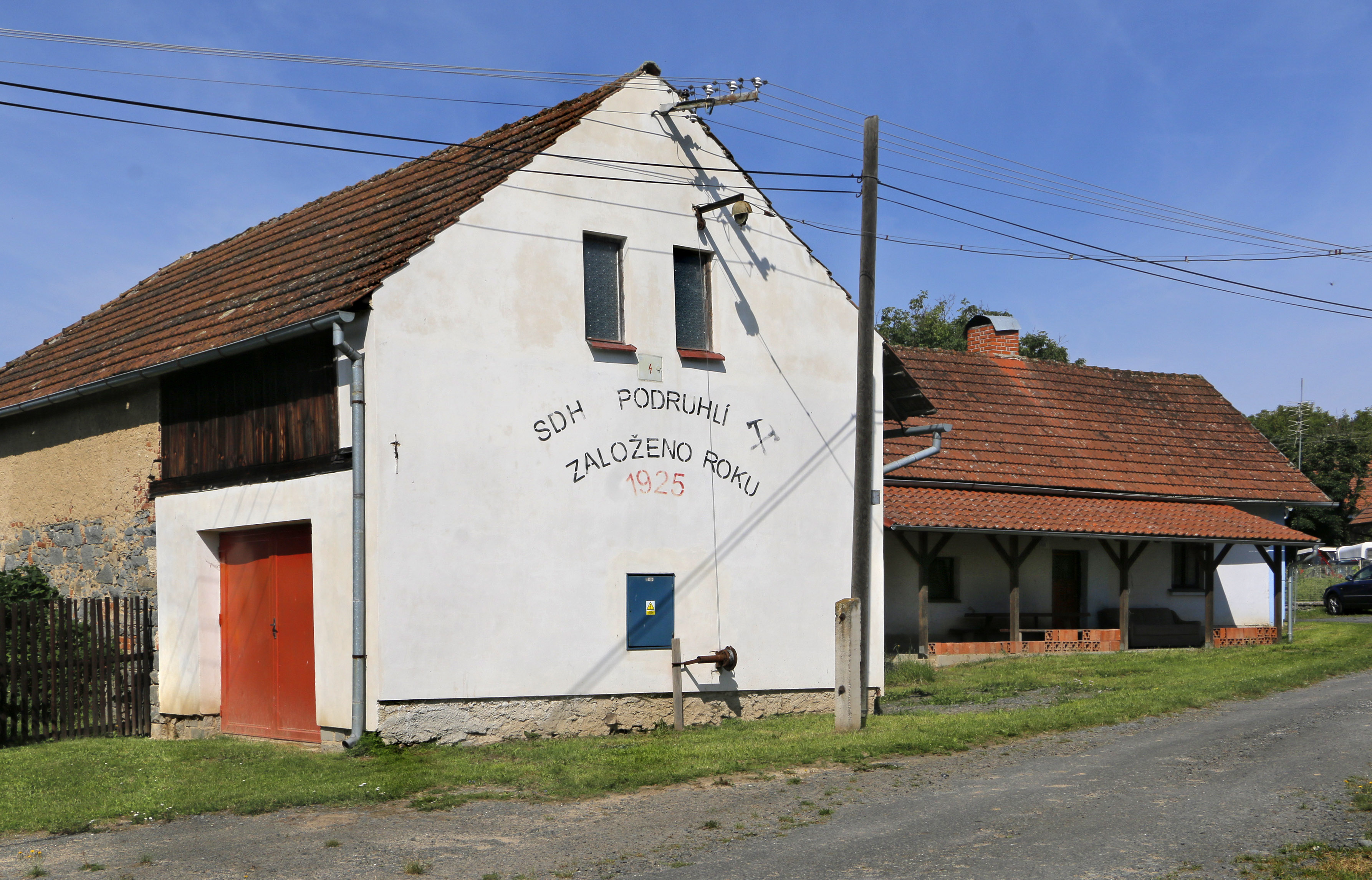
Stará stodola
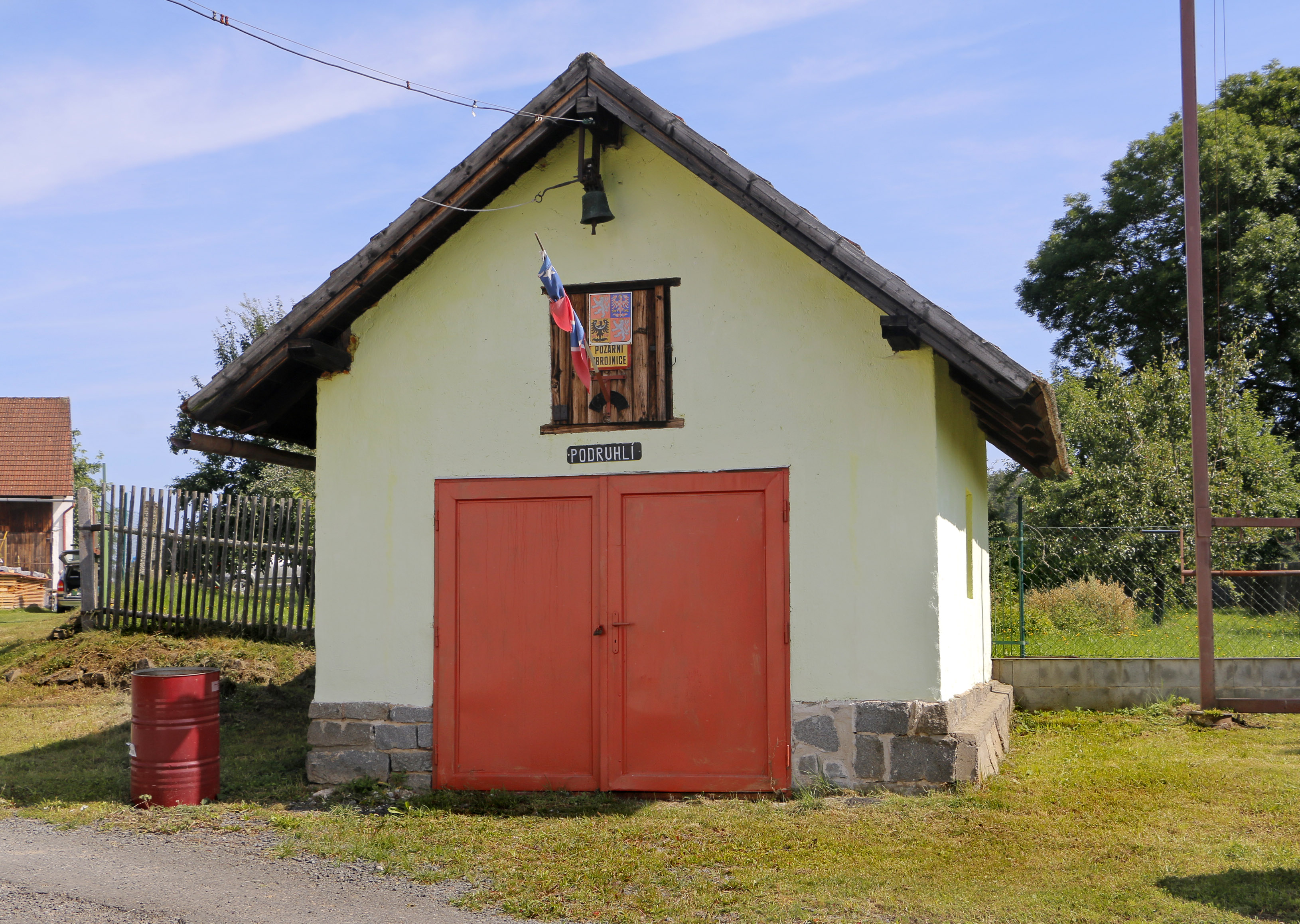
Bývalá hasičárna
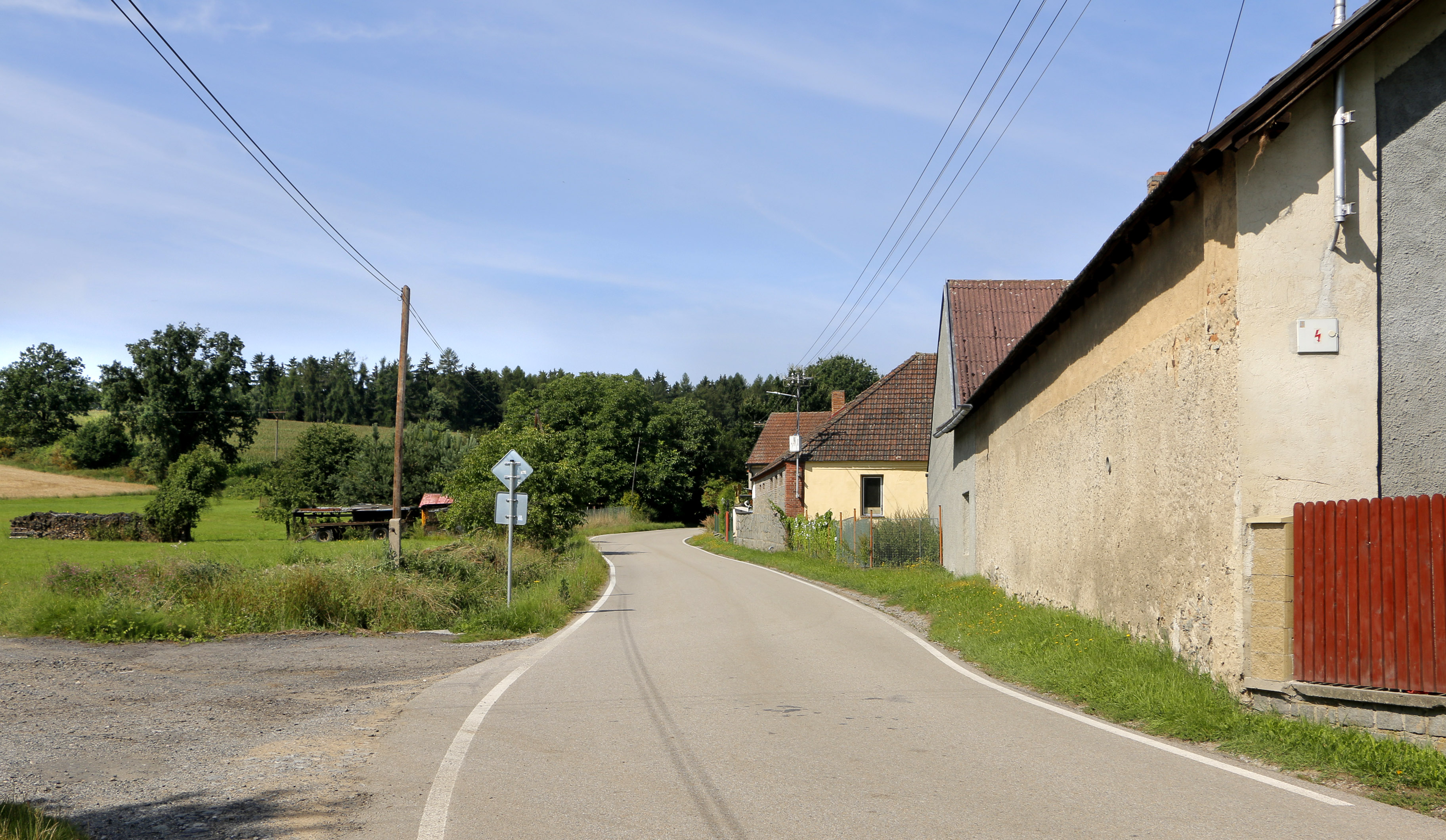
Hlavní silnice